# Enamórame
Singles de Papi Sánchez featuring Levitt Policalpe
Dilema
(2003)
Enamórame est une chanson du chanteur Papi Sánchez sorti le 23 novembre 2004 sous le label Sony Bmg Music, avec la voix feminine de Angie Sanchez.Premier single de Papi Sanchez, la chanson a été écrite par Levitt Policalpe, Robert José Léon de Sánchez et produite par Papi Sánchez. La chanson a rencontré un grand succès en Europe se classant dans les hit-parades en Autriche, en France, en Belgique (Flandre et Wallonie), aux Pays-Bas et en Suisse.
Le titre fut également repris en 2013 par DJ Assad, Papi Sanchez & Luyanna, pour l'édition deluxe de la compilation à succès Tropical Family.

## Liste des pistes
CD-Single Scorpio
1. Enamórame (Radio Mix) - 3:42
2. Enamórame (Miami Remix) - 4:08

## Classement par pays
| Classement (2004)                       | Meilleure position |
| --------------------------------------- | ------------------ |
| Allemagne (Media Control Chart)         | 56                 |
| Autriche (Ö3 Austria Top 40)            | 50                 |
| Belgique (Flandre Ultratop 50 Singles)  | 6                  |
| Belgique (Wallonie Ultratop 50 Singles) | 2                  |
| France (SNEP)                           | 2                  |
| France (Club 40)                        | 1                  |
| Pays-Bas (Nederlandse Top 40)           | 25                 |
| Suisse (Schweizer Hitparade)            | 12                 |